# Watashi ga Ren'ai Dekinai Riyū
Watashi ga Ren'ai Dekinai Riyū (私が恋愛できない理由, Watashi ga Ren'ai Dekinai Riyū) é uma telenovela japonesa produzida pela Fuji Television em 2011.

## Elenco
- Karina Nose - Emi Fujii
- Yuriko Yoshitaka - Saki Ogura
- Yuko Oshima (AKB48) - Mako Hanzawa
- Izumi Inamori
- Kei Tanaka
- Kana Kurashina
- Akiyoshi Nakao
- Seira Kagami
- Ryū Nakamura
- Ayame Goriki
- Masanobu Katsumura
- Masato Hagiwara